# Nomura Michiko
Nomura Michiko (野村 道子 Nomura Michiko, Dã Thôn Đạo Tử) là một seiyū (diễn viên lồng tiếng), sinh ngày 31 tháng 3 năm 1938 tại Yokohama, Kanagawa. Bà đã lấy chồng có tên là Utsumi Kenji và ông ấy mất vào năm 2013.

## Vai lồng tiếng nổi bật
- Shizuka (vai chính) (Doraemon)
- Mitchi Shimura ("Trixie") (Speed Racer)
- Maya (vai chính) in Maya the Bee
- Người lồng tiếng thứ hai của Wakame Isono (Sazae-san)
- Calimero (1974): Priscila[1]
- Kämpfer (2009): Tora Harakiri[2]